# (182926) 2002 FU6
(182926) 2002 FU6 est un objet transneptunien faisant partie des cubewanos.

## Caractéristiques
2002 FU6 mesure environ 153 km de diamètre.

## Orbite
L'orbite de 2002 FU6 possède un demi-grand axe de 45,605 ua et une période orbitale d'environ 308 ans. Son périhélie l'amène à 39,029 ua du Soleil et son aphélie l'en éloigne de 52,182 ua. Il s'agit d'un cubewano.

## Découverte
2002 FU6 a été découvert le 20 mars 2002.